# Ponte Hercílio Luz
Il Ponte Hercílio Luz è un ponte sospeso della città di Florianópolis in Brasile.

## Storia
Il ponte fu progettato e costruito durante il mandato del governatore Hercílio Luz per collegare l'isola di Santa Catarina, sulla quale sorge il centro di Florianópolis, e il continente. Tuttavia, il governatore non vide il suo progetto arrivare a compimento, morendo 12 giorni dopo aver inaugurato una replica in legno del ponte nella piazza centrale di Florianópolis. Il ponte gli venne quindi intitolato in omaggio postumo. Venne inaugurato il 13 maggio 1926.

## Galleria d'immagini

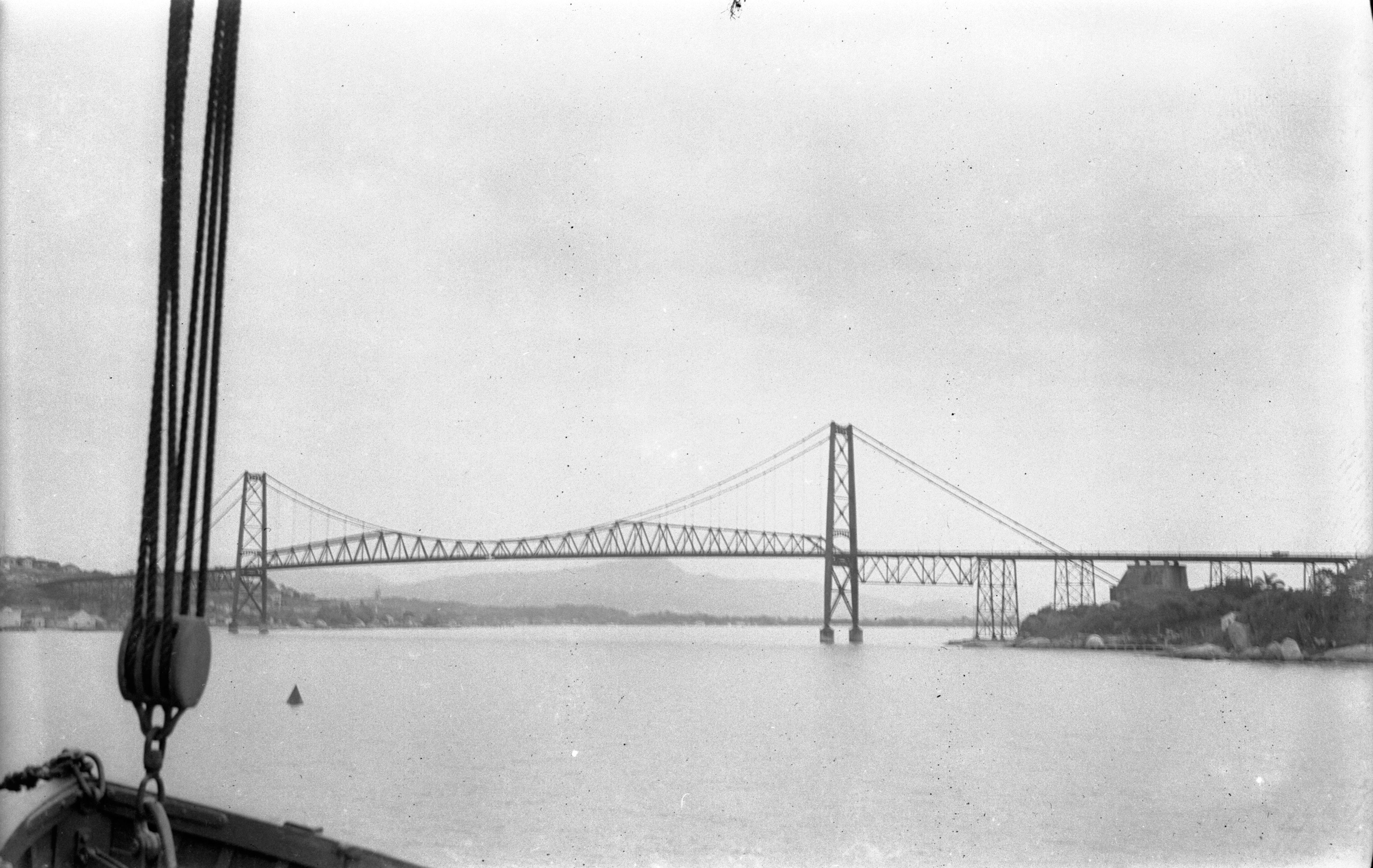
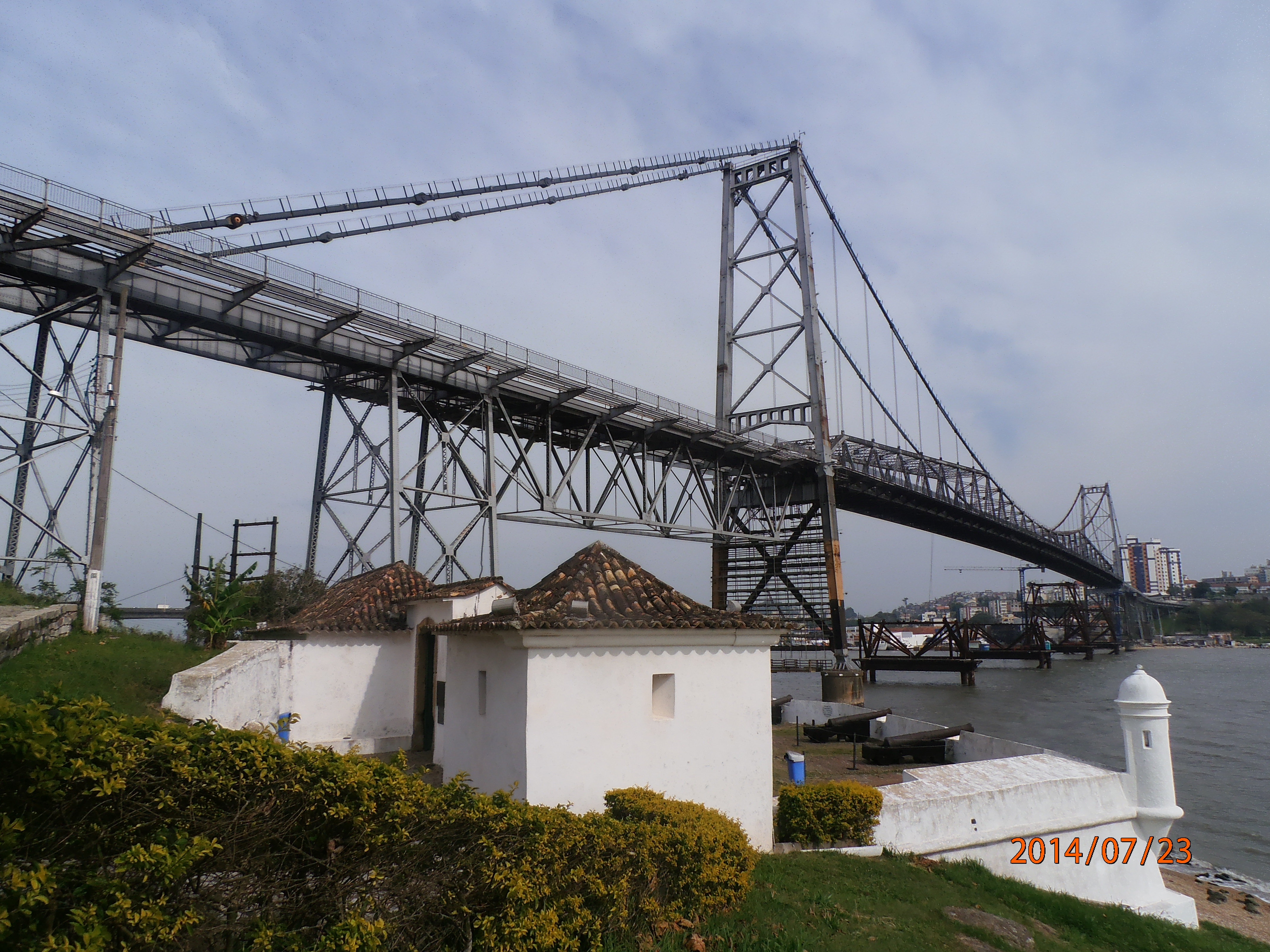
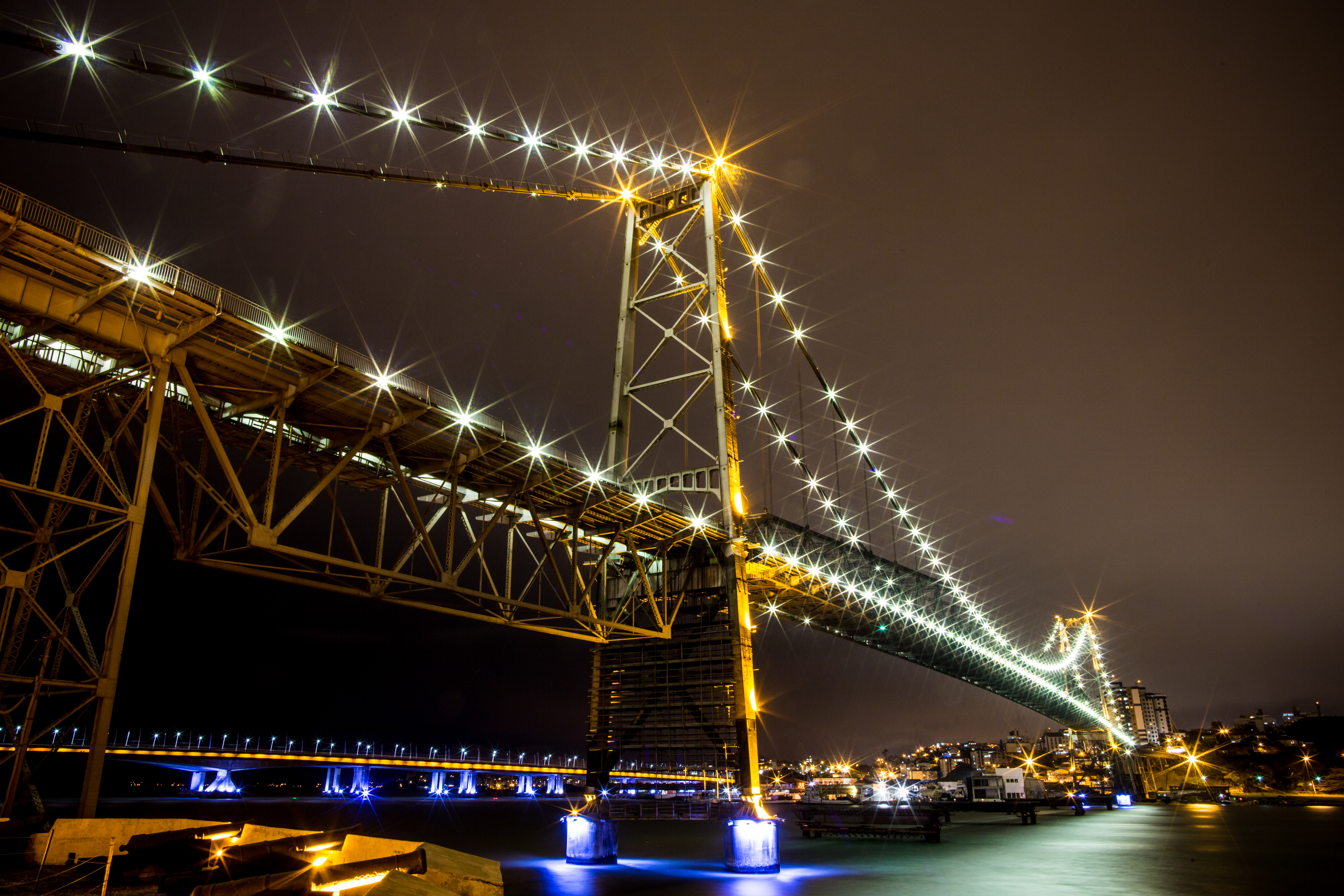